# Camilo Simões Pereira
Camilo Simões Pereira (Farim, Portugees-Guinea, 27 februari 1956) is een Guineebissaus arts en politicus die ministeriële functies bekleedde.
Hij is de broer van Domingos Simões Pereira, eveneens politicus.

## Biografie
Simões Pereira studeerde geneeskunde aan de Nationale Medische Universiteit van Donetsk, in de toenmalige Sovjet-Unie tussen 1977 en 1984. Hij specialiseerde zich aan dezelfde universiteit tot chirurg (1986).

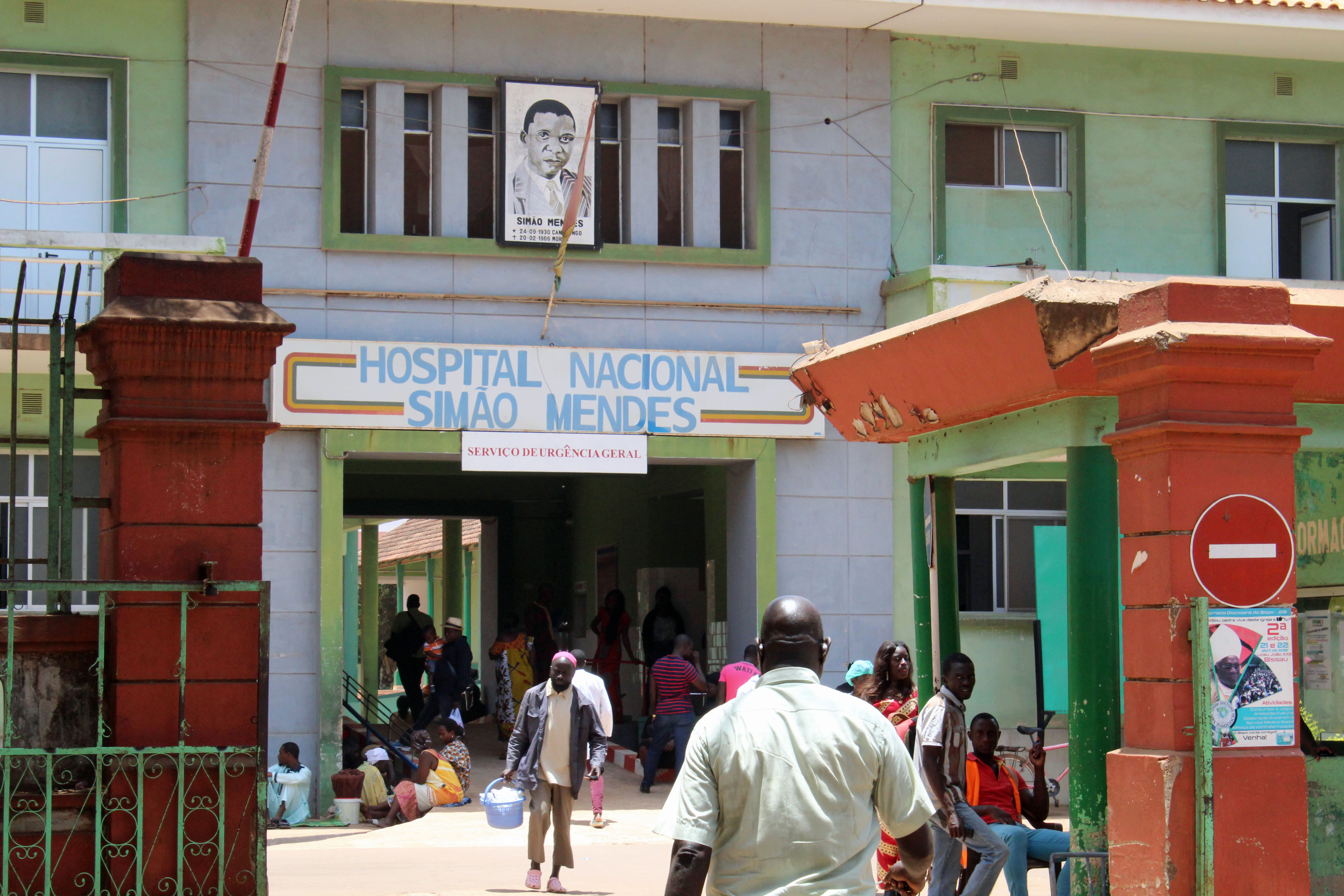
Ziekenhuis Simão Mendes, Bissau, 2020

Bij zijn terugkeer uit de USSR werd hij lid van het centrale comité en het politbureau van de regerende politieke partij PAIGC.
Hij bekleedde een aantal functies in het centrale ziekenhuis Simão Mendes in Bissau. Van 1994 tot 1999 was hij directeur-generaal van hetzelfde ziekenhuis. Hij was assistent-professor chirurgie in de postdoctorale medische opleiding aan de Faculteit der Geneeskunde Raúl Diaz Arguelles. Van 2008 tot 2012 was Camilo Simões Pereira minister van Volksgezondheid en in 2018 minister van Onderwijs, Hoger Onderwijs, Jeugd, Cultuur en Sport.